# Gäddesjö (Öxabäcks socken, Västergötland)
Gäddesjö är en sjö i Marks kommun i Västergötland och ingår i Viskans huvudavrinningsområde. Sjön har en area på 0,0908 kvadratkilometer och ligger 160,2 meter över havet.

## Delavrinningsområde
Gäddesjö ingår i det delavrinningsområde (636480-131536) som SMHI kallar för Mynnar i Sandsjö. Medelhöjden är 151 meter över havet och ytan är 56,32 kvadratkilometer. Det finns inga avrinningsområden uppströms utan avrinningsområdet är högsta punkten. Lundaboån som avvattnar avrinningsområdet har biflödesordning 3, vilket innebär att vattnet flödar genom totalt 3 vattendrag innan det når havet efter 67 kilometer. Avrinningsområdet består mestadels av skog (75 procent). Avrinningsområdet har 2,41 kvadratkilometer vattenytor vilket ger det en sjöprocent på 4,3 procent.